# Wilhelm Eich (Politiker, 1889)

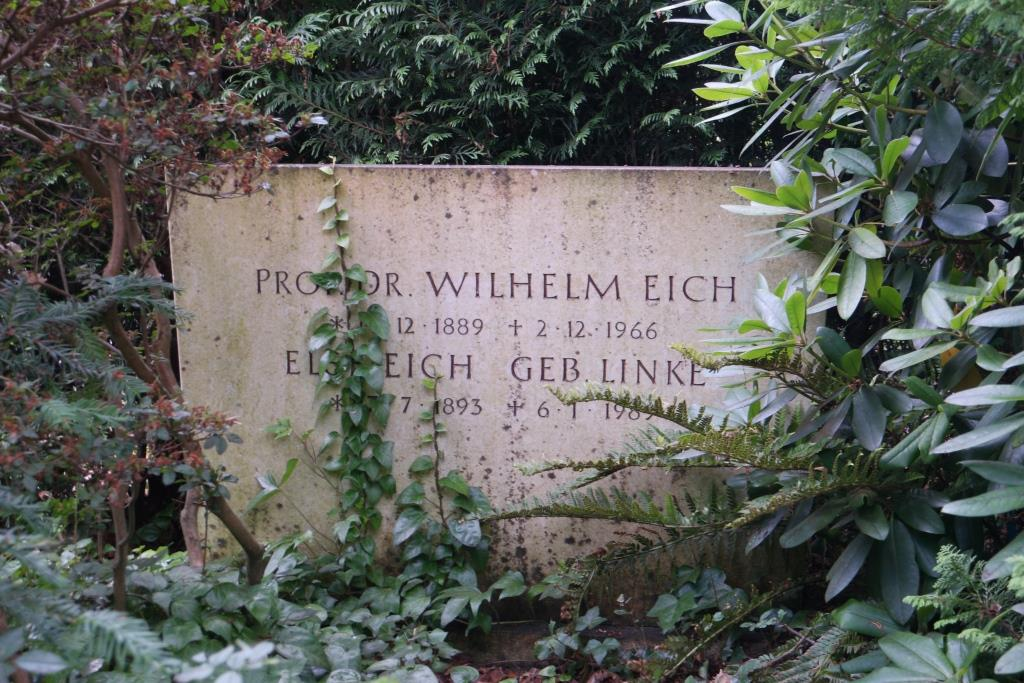
Grab auf dem Waldfriedhof in Bad Homburg v. d. Höhe.

Wilhelm Karl Eich (* 14. Dezember 1889 in Langenberg; † 2. Dezember 1966 in Berlin) war ein deutscher Betriebswirt und langjähriger Berliner FDP-Politiker.

## Leben
Nach einer kaufmännischen Lehre und einem Studium legte Eich das Examen als Diplomkaufmann ab, lebte ab 1917 in Berlin und war bis 1933 in der Wirtschaft tätig; danach übte er seinen Beruf als selbständiger Wirtschaftsprüfer und Steuerberater aus.
Im Jahre 1932 wurde er zusätzlich Lehrbeauftragter für Bilanzen und betriebswirtschaftliche Steuerlehre an der TH Berlin; dort gehörte er zu den Mitbegründern des Instituts für Wirtschaftsprüfer.
In der Zeit des Nationalsozialismus war Eich förderndes Mitglied der SS. Im Jahre 1943 wurde er Honorarprofessor an der TH Berlin; 1945 erhielt Eich einen Lehrauftrag am Hochschulinstitut für Wirtschaftskunde in Berlin und übernahm dessen Leitung, als dieses wenige Jahre später nach West-Berlin verlegt wurde. Dort schuf er 1949 an der FU mit dem Lehrstuhl für Wirtschaftsprüfung und Steuerberatung eine neue Disziplin – er lehrte dort bis 1958.
Eich war in Ost-Berlin bis 1948 Zonenvorstandsmitglied der von ihm mitbegründeten Liberal-Demokratischen Partei (LDP) gewesen; Anfang 1951, nach seiner Übersiedelung 1949 nach West-Berlin, berief der Regierende Bürgermeister Ernst Reuter (SPD) Eich für die FDP zum Berliner Senator für Wirtschaft und Ernährung. Dieses Amt übte er auch unter Reuters Nachfolger Walther Schreiber (CDU) aus.
Nachdem die FDP infolge ihrer Wahlniederlage vom Dezember 1954 aus der Regierung ausschied und Otto Suhr neuer Regierungschef wurde, schied auch Eich im Januar 1955 aus seinem Amt aus.
1959 wurde ihm in Anerkennung seiner Verdienste das Große Bundesverdienstkreuz mit Stern verliehen. Er ist auf dem Waldfriedhof in Bad Homburg vor der Höhe begraben.